# Pergler von Perglas

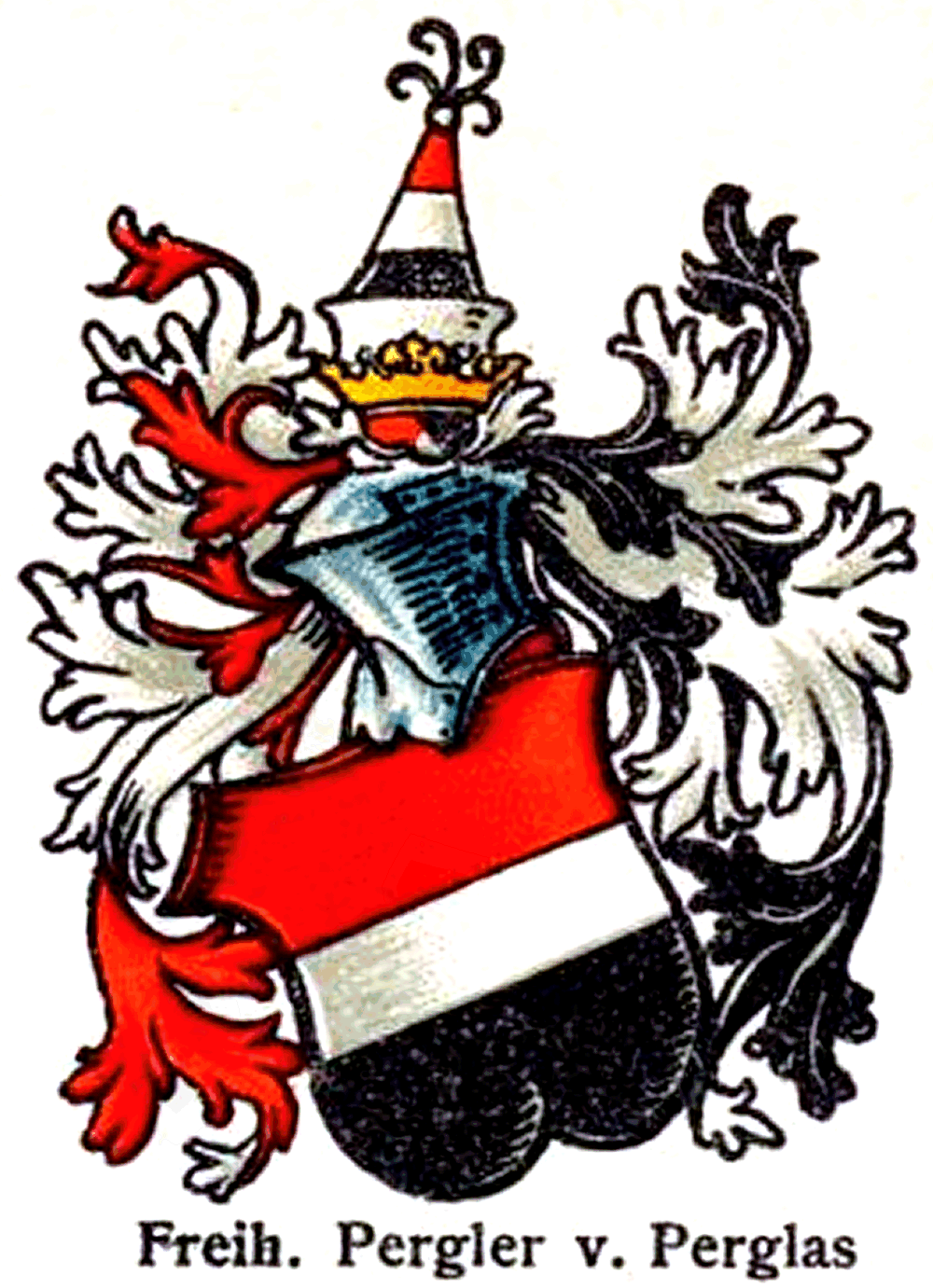
Wappen der Pergler von Perglas

Die Familie der Pergler von Perglas, auch Pergler oder Perglas (tschechisch Perglar z Perglasu), war ursprünglich ein meißnisches bzw. böhmisches Adelsgeschlecht.

## Ursprung und Verbreitung
Namensgebender Stammsitz ist Perglas (Chlumek), welches als Klosterdorf im Besitz des Klosters Waldsassen zusammen mit Schaben genannt wird. Die erste urkundliche Erwähnung mit Beneda de Perglins war am 5. Dezember 1308. Die Familie ist wappenverwandt mit den Machwitz und Gößnitz. Sie erscheint zunächst in der Ortsgeschichte verschiedener Orte im heutigen Okres Sokolov in Tschechien, darunter in Dasnice und Habartov. Über 300 Jahre besaß die Familie die Herrschaft Katzengrün. Zu den weiteren Besitzungen gehörten zeitweilig die Güter Luhov, Mostov, Mokrosuky, Pořejov, Strádal und die Burg Velhartice.
In späteren Jahrhunderten besetzten Familienmitglieder wichtige militärische und politische Posten in Deutschland und Österreich-Ungarn. Linien der Familie wurden in Deutschland, dem Königreich Bayern, Österreich-Ungarn und dem Königreich Württemberg mit dem Freiherrentitel ausgezeichnet. Etliche Familienmitglieder sind im 19. Jahrhundert nach Amerika ausgewandert. Namensträger gibt es bis heute.

## Wappen

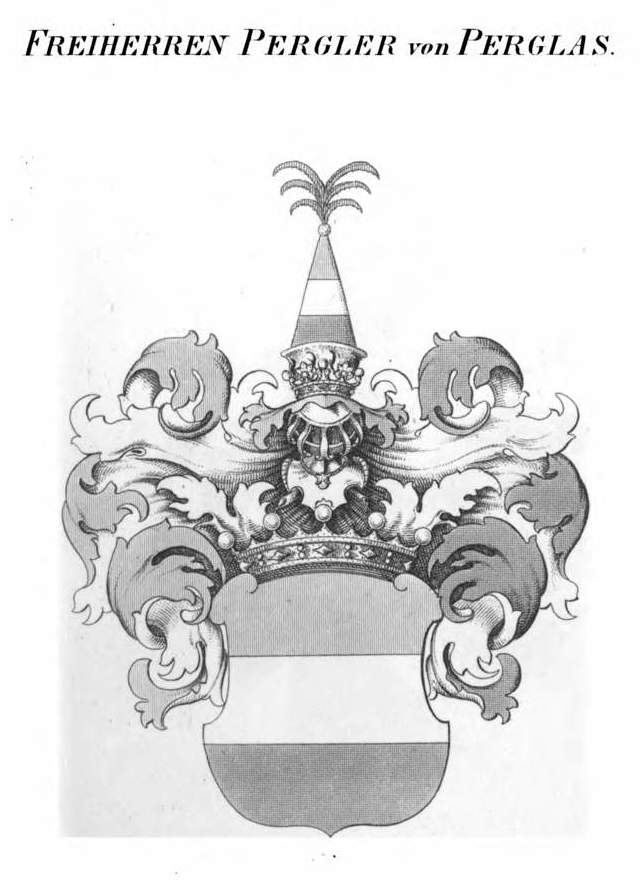
Darstellung im Wappenbuch des Königreichs Württemberg 1850

|                                        | Darstellung in Siebmachers Wappenbuch als Teil der meißnischen Ritterschaft |
| Wappen der Familie Pergler von Perglas | Blasonierung: „Der Schild ist von Rot, Silber und Schwarz geteilt. Den gekrönten Helm ziert ein Spitzhut mit silbernem Stulp, welcher mit Hahnenfedern besteckt ist. Hut und Helmdecken wiederholen die Farben des Schildes.“                                   |
| Wappen der Familie Pergler von Perglas | Wappenverwandt mit den Familien v. Veilsdorf, v. Feilitzsch, v.d. Heyde/Heydte, v. Hundelshausen, v. Zedtwitz, v. Röder, v. Machwitz, v. Gößnitz sowie den v. Radwitz/Rebitz/Redwitz. Inwieweit eine Stammesverwandtschaft vorliegt, muss noch bewiesen werden. |

## Bekannte Familienmitglieder
- Ernst Pergler von Perglas (1828–1895), württembergischer Generalmajor
- Friedrich Pergler von Perglas (1827–1913), württembergischer General der Infanterie
- Friedrich Wilhelm Pergler von Perglas (1800–1868), württembergischer Generalmajor und Kommandant des Landjägerkorps
- Heinrich Pergler von Perglas (1871–1941), Konteradmiral der österreichisch-ungarischen Kriegsmarine
- Karl Pergler von Perglas (General, 1793) (1793–1868), österreichischer General der Kavallerie
- Karl Pergler von Perglas (General, 1800) (1800–1869), Großherzoglich Hessischer Generalleutnant und Kammerherr
- Maximilian Joseph Pergler von Perglas (1817–1893), deutscher Diplomat
- Wilhelm Pergler von Perglas (1857–1936), württembergischer Major und Landtagsabgeordneter